# Евполем
Евполем е военачалник на Етолийския съюз от началото на II в. пр. Хр., първо съюзник, а след това противник на римляните им във войните за господство над Елада от това време. През 197 г. пр. Хр. заедно с Архедам предвожда съюзническата конница в битката при Киноскефале и допринася за победата на Фламинин над Филип V Македонски. През 189 г. пр. Хр. Евполем участва в отбраната на Амбракия срещу римската армия. След падането на града е отведен като пленник в Рим. По-нататъшната му съдба е неизвестна.